# Bernat Dechepare
Bernat Dechepare, en ortografía vasca moderna Bernat Etxepare (Sarrasquette, c. 1480-1545) fue un sacerdote y escritor navarro y autor del primer libro conocido de la literatura escrita en euskera. Su única obra, impresa en Burdeos en 1545, se titula Linguae vasconum primitiae. 
Etxepare era párroco de la iglesia de Saint-Michel-le-Vieux, localidad cercana a San Juan Pie de Puerto. Su lugar de nacimiento no se conoce con seguridad, aunque se barajan los nombres de la misma Eyheralarre y el de otro pueblo cercano, Sarrasquette. Vivió una época difícil del reino de Navarra, con enfrentamientos entre la casa de Albret y Carlos I de España. De un poema autobiográfico incluido en el libro de Etxepare parece deducirse que fue partidario de Carlos I, por lo que fue encarcelado por Juan II de Albret.

## Biografía
Bernat Etxepare nació a finales del siglo XV. Su fecha de nacimiento fue en 1480. Esta fecha se ha calculado a partir de la primera mención escrita del poeta que es mencionado en un documento de 1518 como rector de la parroquia de Saint-Michel.  Considerando que en aquel entonces según la disciplina eclesiástica vigente, se requería una edad mínima de 25 años para ser ordenado sacerdote, eso supone que Etxepare no pudo haber nacido después de 1493. Además es probable que necesitara años para llegar a obtener los cargos de importancia que ya ostentaba.
El historiador y genealogista vasco Jean de Jaurgain (1843-1920) sostuvo que Bernat Etxepare era hermano del noble Jean d'Etchepare de Sarrasquette y que el padre o abuelo de Jean y del poeta vasco debió ser el noble Bernard, señor d'Etchepare de Sarrasquette. Los Echepare, Dechepare o Dechapare eran una familia conocida de linaje noble del País de Cize, vecinos de la villa realenga de San Juan de Pie de Puerto y patronos de la iglesia propia de Eyheralarre o San Miguel el Viejo, de la cual llegaría a ser rector Bernat Etxepare. Los Etxepare eran probablemente beaumonteses, partidarios por tanto de Fernando el Católico como rey de Navarra.
Sobre el lugar de nacimiento del poeta se sabe que fue en la comarca del País de Cize o Garazi en la Baja Navarra. Existe cierta controversia sobre si fue en la villa de San Juan Pie de Puerto o en alguna de las aldeas vecinas.  Según el escritor y vascófilo francés Gil Reicher, Etxepare era natural de Sarrasquette, una aldea actualmente integrada en la comuna de Bussunarits-Sarrasquette, que está situada a solo 5 km de la capital de la Baja Navarra y capital del País de Cize, San Juan Pie de Puerto. Por aquel entonces la aldea de Sarrasquette pertenecía a la jurisdicción de San Juan Pie de Puerto, de ahí que Etxepare fuera considerado ciudadano de San Juan.
A finales del siglo XV la comarca del País de Cize o Garazi formaba parte de la Baja Navarra, la parte más septentrional del entonces independiente Reino de Navarra. La Baja Navarra pertenece actualmente a Francia. En vida de Bernat Etxepare se produjo la Conquista del Reino de Navarra en 1512 por parte de la Corona de Castilla que la anexionó como virreinato. El idioma nativo de Etxepare era el dialecto bajo-navarro oriental del euskera, que se habla en el País de Cize, junto con el romance navarro.
No se conocen apenas detalles de su biografía, por la portada de su libro Linguae Vasconum Primitiae sabemos que en el momento de la publicación de esta obra (1545), era el párroco o rector de la parroquia de San Miguel el Viejo (actualmente Saint-Michel), un lugar también cercano a San Juan Pie de Puerto. En dicha portada en latín se lee Rectorem Sancti Michaelis Veteris.

### Vicario general de San Juan Pie de Puerto
José María de Huarte (1898-1967), archivero-jefe del Archivo Real y General de Navarra exhumó de sus archivos dos documentos relacionados con Echepare que brindan algo de luz a la biografía del sacerdote y poeta navarro.
El primero de ellos data de 1518. Se trata de una solicitud al rey por parte de los habitantes de San Juan Pie de Puerto que piden la destitución de Etxepare como vicario general de la villa y el nombramiento en su lugar de un "hijo natural y residente de la villa" aludiendo al privilegio que a tal efecto tenía la villa. La solicitud fue sin embargo denegada alegando que el dicho Mossen Vernart vibe a media legoa de Sant Johan y sus audiençias tiene en Sant Johan. De este modo se reconocía implícitamente que se consideraba a Etxepare como hijo natural de San Juan Pie de Puerto. Este documento viene a reforzar la teoría de que Etxepare había nacido en alguna de las aldeas cercanas a San Juan Pie de Puerto como Sarrasquette, que dependían legalmente de la villa y que en aquel momento residía y era rector de la iglesia de Saint-Michel.
El cargo que poseía Bernat le autorizaba a ejercer la justicia en el ámbito de San Juan, su villa y tierra, así como en otros lugares del obispado de Bayona, sin que las fronteras señoriales fuesen un impedimento en su labor.
Se trata de un momento con unas circunstancias políticas difíciles. A la muerte en 1516 de Fernando el Católico, el rey navarro exiliado, Juan III trató de reconquistar Navarra y sitió la villa de San Juan Pie de Puerto. Uno de los documentos menciona que Etxepare estuvo presente en la defensa del sitio de la villa.
El segundo documento indica que Etxepare era una persona de la confianza de la administración virreinal y partidaria del partido favorable al rey castellano.

### Cárcel
A partir del poema autobiográfico incluido en Linguae Vasconum Primitiae sabemos que Etxepare fue encarcelado en una prisión del Béarn bajo acusación de traición. No ha quedado constancia documental de este hecho probablemente por la pérdida de los archivos del Parlamento de Pau en un incendio que ocurrió en 1761.
Lo más probable es que la detención, juicio y condena de Etxepare se produjera en algún momento entre 1521 y 1530. En 1521 el rey en el exilio Enrique II de Navarra trató de reconquistar Navarra aprovechando la Guerra de las Comunidades en Castilla entrando un ejército franco-navarra por las tierras de la Baja Navarra. Aunque este intento de lograr de nuevo la independencia de toda Navarra fracasó, los castellanos tuvieron serios problemas para recuperar el control de la Baja Navarra y en 1528 decidieron dejar este territorio en manos de Enrique II. Es plausible pensar que aquellos bajo-navarros pertenecientes al bando beaumontés, que hubieran colaborado de alguna manera notoria con los castellanos pasaran a englobar la lista de traidores al rey. Los documentos de la década anterior parecen indicar que Etxepare como vicario general de San Juan de Luz formaba parte de este grupo.

## Linguae Vasconum Primitiae
Linguae Vasconum Primitiae ("Primicias de la lengua de los vascones") es una recopilación de quince composiciones en verso, precedidas de un prólogo en prosa. Fue impresa en Burdeos en el año 1545. Está escrito utilizando el dialecto bajonavarro del euskera. De las composiciones, dos son de tema religioso, diez de tema amoroso, un poema autobiográfico y dos poemas de alabanza a la lengua vasca. En el poema autobiográfico, el autor relata su prisión en una cárcel de Bearn por una falsa acusación de traición.
Etxepare es innovador en la elección de temas, pues nunca antes se había utilizado en la lírica popular vasca una temática similar, a este respecto, el navarro es innovador. Al confeccionar su obra, Etxepare emplea la técnica del bertsolarismo, ya que desconoce la métrica utilizada en la poesía culta. Es por ello por lo que se considera un poeta popular, pues escribió para él, tal y como indica la utilización de los metros y melodías del bertsolarismo, probablemente con la intención de que fueran leídos o cantados.
El tema del amor es tratado con inocencia, pero con frescura, es por ello que se lo considera a mitad de camino entre las Cantigas de Alfonso X y el Libro de buen amor de Juan Ruiz, el arcipreste de Hita. Pues el autor se encuentra alejado de la lírica cortesana ideal del medievo europeo, trata el tema de las relaciones amorosas con total naturalidad, sin rastro alguno de platonismo. 
Durante una época la obra de este autor fue criticada por las siguientes razones:
- La frescura y naturalidad con las que trata los temas amorosos se volvieron inaceptables después del Concilio de Trento.

- Los metros, medidas y rimas populares elegidas por Etxepare tenían errores para la nueva poesía renacentista, errores que Oihenart criticaría con dureza.

A diferencia de Leizarraga, este autor no se preocupó de buscar un euskera unificado, pues su objetivo era a dar a conocer el euskera, no que todos los vascos lo entendieran. Debido a esto, escribió en el único dialecto que conoció, el bajonavarro del este. En general, la ortografía de Etxepare es bastante irregular, debido a que está basada en la oralidad. De todos modos, dado que su libro fue el primero publicado en euskera, carecía de modelos escritos que poder seguir.
Hay que comentar que no se puede entender la obra de Bernat como la de un autor en solitario, fue fruto de un contexto, pues, tal y como Oihenart escribió en 1665 en L´art poétique basque, en aquella época existían otros dos poetas: el escritor de pastorales Joan Etxegarai y Arnaut Logras, de cuyas obras ninguna nos ha llegado hasta hoy en día, pues es probable que fueran publicadas después de Etxepare (lo cual explicaría la inexistencia de referencias a estos autores y que diga en sus versos: "Si hasta ahora estuviste sin ser impresa, desde hoy circularás por todo el mundo".) o que no se publicaran, tal y como ocurrió con el manuscrito de Lazarraga.